# Matanza de Saida (1881)
La matanza de Saida fue un asesinato masivo que tuvo lugar durante los días 10 al 12 de junio de 1881 en época de la Argelia francesa, en la campiña de Saïda en la provincia de Saïda en Argelia. 
Alrededor de 190 inmigrantes de origen español que trabajaban como jornaleros en la cosecha de esparto fueron asesinados por miembros del movimiento insurgente liderado por Bou-Amama. 

## Historia

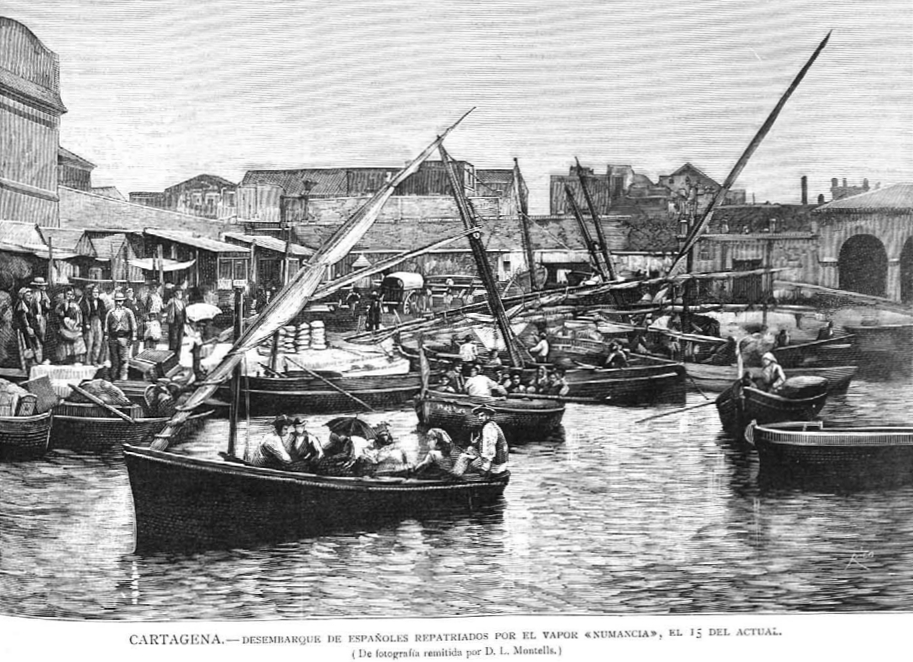
Desembarco de españoles repatriados en el puerto de Cartagena (publicado en julio de 1881 en La Ilustración Española y Americana).

Los empresarios españoles Mariano Campillo y Manuel Fuentes, instalados en la Argelia francesa para el pujante cultivo del esparto y su posterior venta a la Compañía Franco-Argelina, habían realizado la contratación de jornaleros en todo el empobrecido sureste español.Las ventajosas condiciones de trabajo prometidas no se cumplieron en su totalidad y los jornaleros se vieron obligados a pagar sus viajes y comprar su comida en la tienda de la propia empresa.
En lo político, tras los disturbios que darían lugar a la ocupación francesa de Túnez en mayo de 1881, la inestabilidad se trasladó a Argelia a finales de abril. Bou-Amama, de origen Cheraga y fundador de una Zauía, encabezó el movimiento que promovía la yihad contra la ocupación francesa.
El 11 de junio de 1881, tras la toma de Khalfallah por los insurgentes, alrededor de 190 esparteros españoles (la mayoría de Almería, y el resto de Murcia y Alicante) fueron pasados a cuchillo.Además, muchas mujeres fueron violadas y se tomaron 600 rehenes. Los daños materiales en los campos y viviendas alcanzaron la quema de carros y mulas, la incautación los comestibles y agua, y la quema de 100.000 quintales de esparto.
Las noticias sobre el evento llegaron a Orán (17 de junio) y luego a España (18 de junio). La prensa francesa y española de la época, como El Imparcial, se hizo eco de los sucesos. Durante el resto de junio y julio, muchas víctimas en estado lamentable se trasladaron a Orán para conseguir un pasaje de regreso a Almería, Alicante o Cartagena. El pánico cundió entre los trabajadores españoles de los campos argelinos y unos 10.000 inmigrantes abandonaron el país de manera temporal en los barcos Victoria, Correo de Alicante, Vulcano, Amalia y Numancia ocasionando la ruina de estas explotaciones. Francia realizó el envío de refuerzos desde Marsella para contrarrestar a los insurgentes.